# Boyce & Hart
Boyce & Hart amerikansk popduo och låtskrivar- och producentpar bestående av Tommy Boyce född 29 september 1939, Charlottesville, Virginia, död 23 november 1994 i Nashville och Bobby Hart född 18 februari 1939, Phoenix, Arizona. Mest kända som producenter och låtskrivare åt popgruppen The Monkees.
Tommy Boyce och Bobby Hart träffades under det tidiga 1960-talet. Då var Boyce redan på väg att bli etablerad som låtskrivare, han hade spelat in skivor sedan 1959.
Som låtskrivarpar fick Boyce & Hart ett genombrott när Chubby Checker spelade in deras låt "Lazy Elsie Molly" 1964. Senare framgångar var Jay and the Americans ("Come a Little Bit Closer"), Paul Revere and the Raiders ("(I'm Not Your) Steppin' Stone") och The Leaves ("Words").
1966 skrev, producerade och framförde de musiken till pilotavsnittet av TV-serien The Monkees. Innan programmet sändes ersattes dock givetvis deras röster med bandmedlemmarnas. Boyce & Hart skrev, producerade en stor andel av musiken under seriens första säsong. Men även efter att gruppmedlemmarna i The Monkees själva tagit kontrollen över sina skivalbum (från albumet Headquarters) dök det ofta upp Boyce & Hart-kompositioner på deras skivor, vilka för det mesta dock var inspelade under The Monkees första år.
Boyce & Hart gav också ut tre egna album och flera framgångsrika singlar. Till deras mest kända inspelningar hör "Out and About", "I Wonder What She's Doing Tonite", "Alice Long" och "I'm Gonna Blow You a Kiss in the Wind".
I mitten av 1970-talet bildade Boyce & Hart gruppen Dolenz, Jones, Boyce & Hart tillsammans med två av medlemmarna från The Monkees, nämligen Micky Dolenz och Davy Jones. De turnerade och spelade också in ett nytt självbetitlat studioalbum 1976.
Tommy Boyce tog 1994 sitt eget liv efter att länge ha varit deprimerad.
Hart Oscarnominerades 1983 för låten "Over You" som förekom i filmen På nåd och onåd.
Enligt Rolling Stone Encyclopedia of Rock and Roll skrev Boyce & Hart över 300 låtar ihop, vilka har sålts i mer än 42 miljoner exemplar.

## Diskografi
- Test Patterns (1967)
- I Wonder What She's Doing Tonite (1968)
- It's All Happening On The Inside (1968)
- Boyce & Hart - The Albums vol. 1 (1995) (samlingsalbum)
- Boyce & Hart - The Singles vol. 2 (1995) (samlingsalbum)